# Poisk

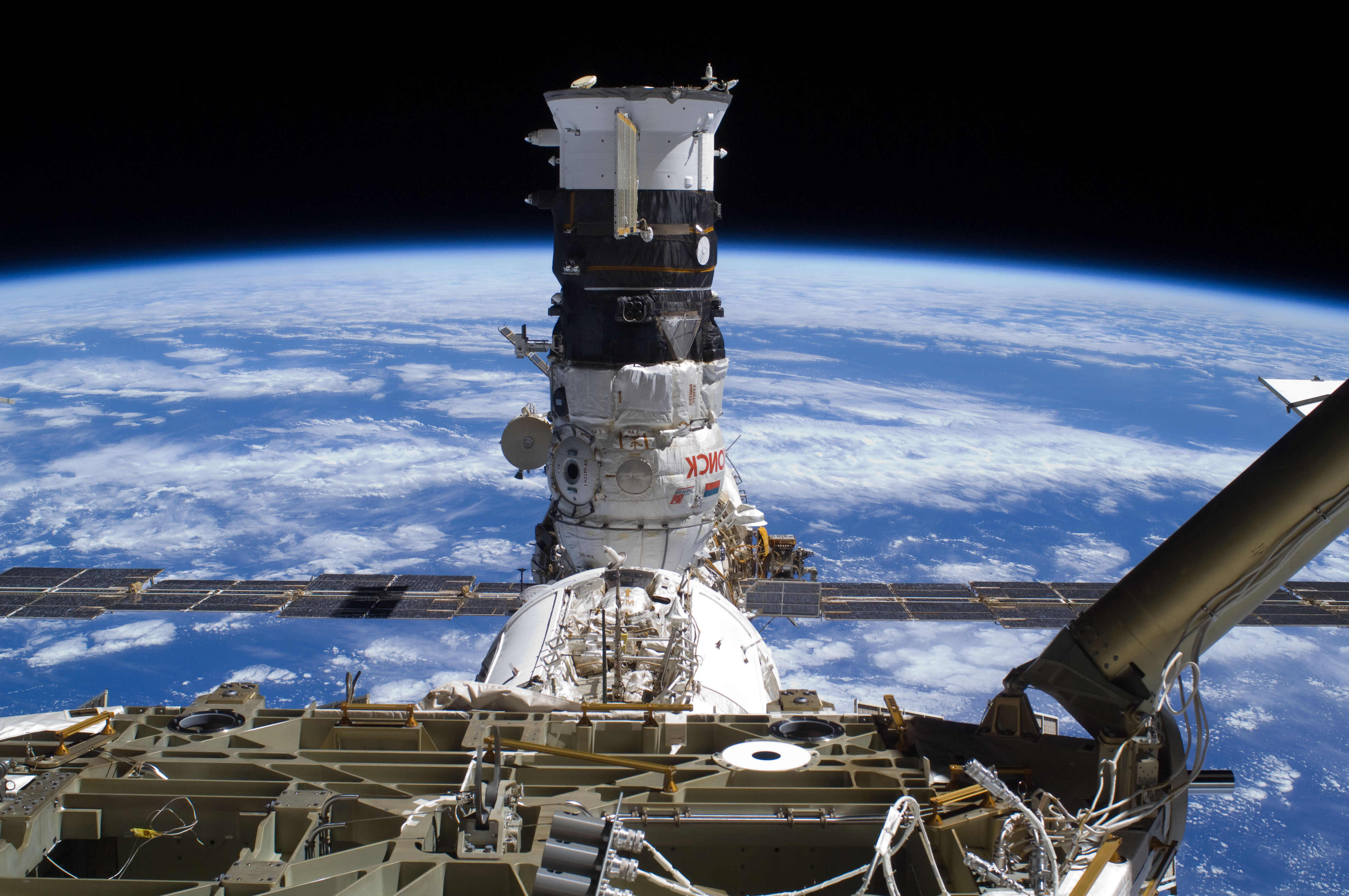
Il modulo di attracco Poisk sulla stazione spaziale.

Poisk (in russo По́иск?, "ricerca"), conosciuto anche come Mini-Research Module 2 (MRM2, in russo Малый исследовательский модуль 2? o МИМ 2) è uno dei moduli di attracco della Stazione spaziale internazionale. Precedentemente era chiamato Docking Compartment 2 (DC2) o Docking Module 2 (DM2), entrambi traduzioni dal russo Stykovochniy Otsek 2 (SO-2). È praticamente identico al modulo Pirs, il primo modulo di attracco della stazione. Poisk è agganciato al portello di zenith (superiore) del modulo Zvezda. Il modulo è usato principalmente per l'attracco delle capsule Soyuz e Progress e come camera di compensazione per le passeggiate spaziali.

## Dettagli

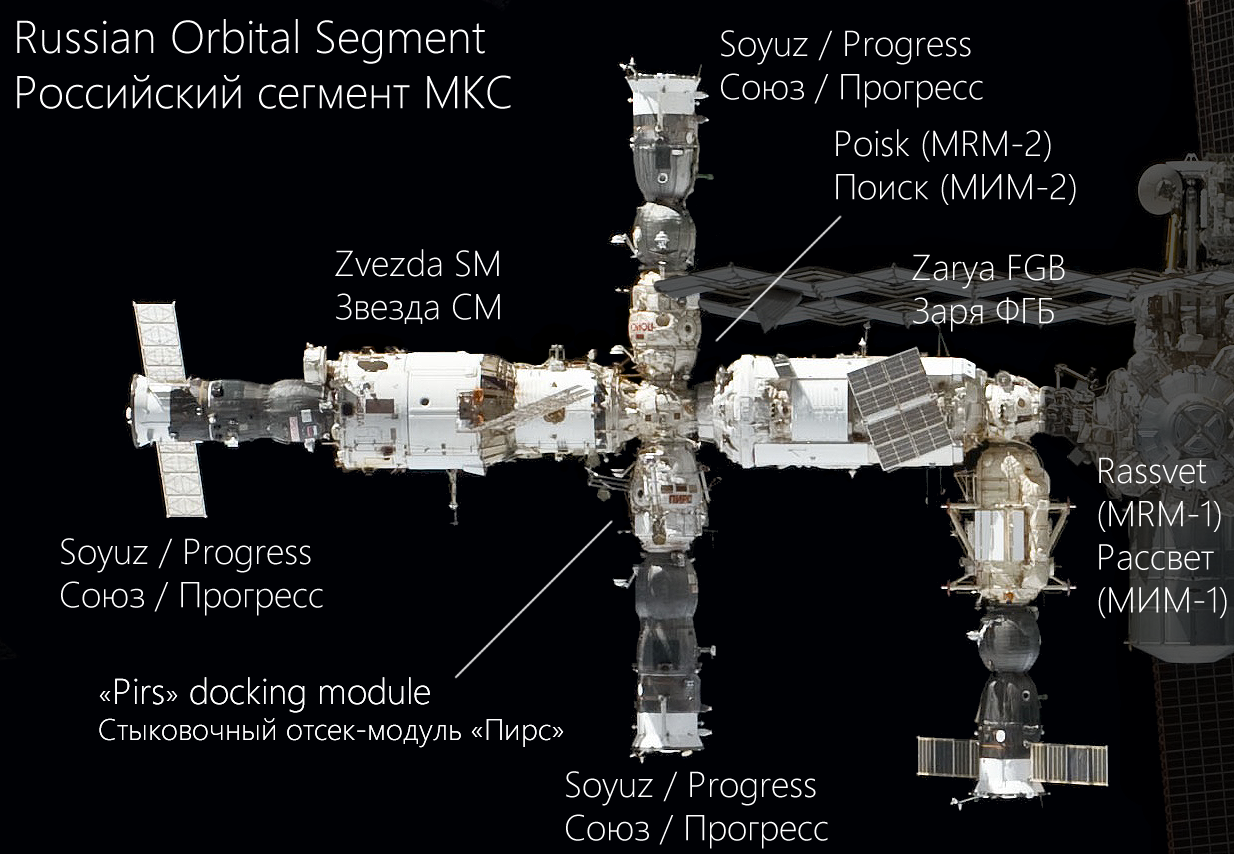
La posizione dell'MRM-2 rispetto al segmento orbitale russo della ISS.

Poisk è stato trasportato da una capsula Progress modificata, il cui lancio è avvenuto su un razzo Soyuz. Il modulo è stato agganciato alla stazione il 12 novembre 2009. Oltre alla funzioni principali, Poisk fornirà anche delle prese di potenza e delle interfacce per la trasmissione di dati per due carichi paganti scientifici esterni che saranno sviluppati dalla Accademia russa delle scienze. La massa del modulo è di 4.000 kg e fornisce 12.5 metri cubi di volume interno.

## Progetto e costruzione
Il modulo è stato progettato e costruito dalla S.P. Korolev RSC Energia, la principale organizzazione impegnata nello sviluppo e nell'uso operativo del segmento russo della ISS.

## Falso allarme di depressurizzazione
Falsi allarmi hanno svegliato gli equipaggi dello space shuttle Atlantis e della stazione alle 8:36 pm EST del 19 novembre 2009 ed alle 9:53 pm EST del 20 novembre 2009
 Una indicazione erronea di depressurizzazione rapida ha causato lo spegnimento automatico della ventilazione di tutta la stazione, provocando così un aumento delle polveri in sospensione e quindi un falso allarme di rilevamento di fumo nel modulo Columbus. Il capcom del controllo missione ad Houston, Frank Lien, ha informato Frank De Winne, comandante della Expedition 21 sulla ISS, che l'allarme potrebbe essere partito dal modulo Poisk.